# Liste der Biografien/Shy
Liste der Biografien |
Portal Biografien |
Personensuche
# |
A |
B |
C |
D |
E |
F |
G |
H |
I |
J |
K |
L |
M |
N |
O |
P |
Q |
R |
S |
T |
U |
V |
W |
X |
Y |
Z |
?
 
Sa |
Sb |
Sc |
Sd |
Se |
Sf |
Sg |
Sh |
Si |
Sj |
Sk |
Sl |
Sm |
Sn |
So |
Sp |
Sq |
Sr |
Ss |
St |
Su |
Sv |
Sw |
Sy |
Sz
 
Sha |
Shc |
She |
Shh |
Shi |
Shk |
Shl |
Shm |
Shn |
Sho |
Shp |
Shr |
Sht |
Shu |
Shv |
Shw |
Shy
Die Liste der Biografien führt alle Personen auf, die in der deutschsprachigen Wikipedia einen Artikel haben. Dieses ist eine Teilliste mit 26 Einträgen von Personen, deren Namen mit den Buchstaben „Shy“ beginnt.

## Shy
- Shy FX (* 1976), britischer DJ
- Shy Glizzy (* 1992), US-amerikanischer Rapper
- Shy, G. Milton (1919–1967), US-amerikanischer Neurologe
- Shy, Jean (* 1950), US-amerikanische Jazz-, Blues-, Gospel-, Soul- und Pop-Sängerin
- Shy, John W. (1931–2022), US-amerikanischer Militärhistoriker
- Shy, Robert (1939–2018), US-amerikanischer Jazzmusiker (Schlagzeug)

### Shya
- Shyaam aMbul aNgoong, Gründer der Kuba-Föderation in Zentralafrika
- Shyam, Bhajju (* 1971), indischer Künstler
- Shyam, Kumar-Dhakal (* 1981), nepalesischer Skirennläufer
- Shyamalan, M. Night (* 1970), US-amerikanischer Drehbuchautor und Regisseur indischer HerkunftM. Night Shyamalan (* 1970)

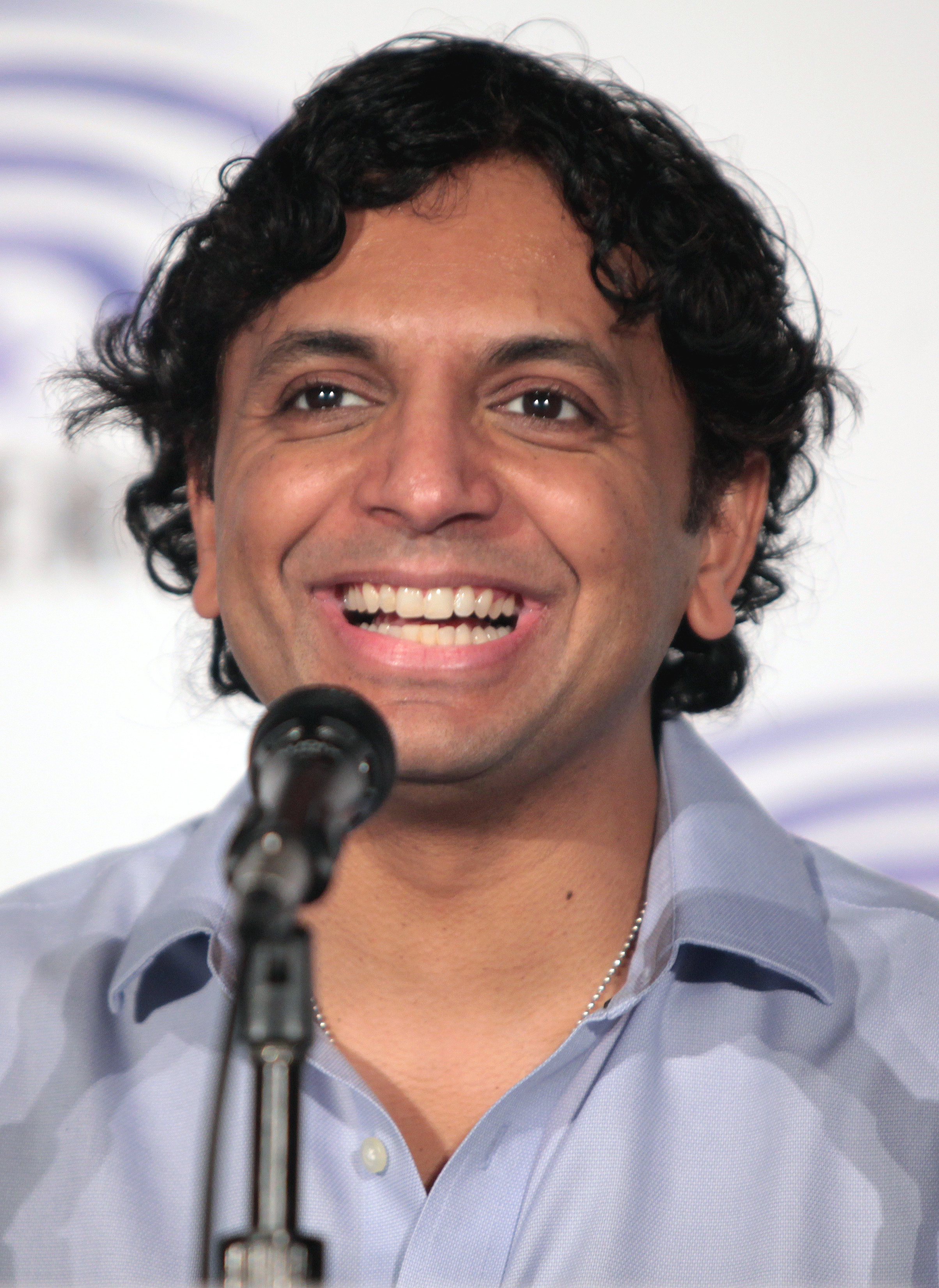
M. Night Shyamalan (* 1970)

### Shyd
- Shydner, Ritch (* 1952), US-amerikanischer Stand-up-Comedian, Comicautor und Schauspieler

### Shye
- Shyer, Charles (1941–2024), US-amerikanischer Filmregisseur und Drehbuchautor
- Shyer, Christopher, kanadischer Schauspieler

### Shyg
- Shygirl (* 1993), britische Rapperin, DJ, Sängerin, Songwriterin und Labelbetreiberin

### Shyl
- Shyle, Paola (* 1999), albanische Sprinterin

### Shym
- Shy’m (* 1985), französische R&B-Sängerin
- Shymer, Anne (1879–1915), US-amerikanische Chemikerin und Präsidentin der United States Chemical Company

### Shyn
- Shyne (* 1978), belizischer Rapper
- Shyngo-Ya-Hombo, Serafim (* 1945), angolanischer Ordensgeistlicher, Altbischof von Mbanza Congo

### Shyp
- Shypheja, Genajd (* 1994), albanischer Tennisspieler

### Shys
- Shystie (* 1982), englischer MC

### Shyt
- Shytaj, Luca (* 1986), albanisch-italienischer Schachspieler

### Shyu
- Shyu, Jen (* 1978), amerikanische experimentelle Sängerin, Komponistin und Multiinstrumentalistin
- Shyu, Yu-ling (* 1972), taiwanische Badmintonspielerin

### Shyv
- Shyvers, Paul (1970–2012), englischer Regisseur von Musikvideos

### Shyx
- Shyx, Kayla (* 2002), deutsche Schauspielerin und Webvideoproduzentin